# Dubbeln
Dubbeln (engelska: Double) är en sportterm som främst används inom fotboll när ett klubblag vinner sitt lands nationella seriemästerskap samt nationella cupmästerskap under samma säsong. Första nationella dubbeln vanns av Preston North End i England säsongen 1888/1889. Numera används begreppet ibland även om en klubb som vinner det nationella seriemästerskapet samt Uefa Champions League.

## Italien
Följande säsonger har angivet lag vunnit "dubbeln", det vill säga både Serie A och Coppa Italia.
- 1942/1943 - Torino
- 1959/1960 - Juventus
- 1986/1987 - Napoli
- 1994/1995 - Juventus
- 1999/2000 - Lazio
- 2005/2006 - Inter
- 2009/2010 - Inter
- 2014/2015 - Juventus
- 2015/2016 - Juventus
- 2016/2017 - Juventus

## Svenska klubblag som har vunnit dubbeln
I Sverige har sex respektive sju lag lyckats med bedriften att för herrar och damer respektive vinna en dubbel.

### Herrar
| Titlar | Klubb           | År                                             |
| ------ | --------------- | ---------------------------------------------- |
| 8      | Malmö FF        | 1944, 1951, 1953, 1967, 1974, 1975, 1986, 2024 |
| 3      | IFK Göteborg    | 1982, 1983, 1991                               |
| 2      | Djurgårdens IF  | 2002, 2005                                     |
| 2      | IFK Norrköping  | 1943, 1945                                     |
| 2      | Helsingborgs IF | 1941, 2011                                     |
| 1      | AIK             | 2009                                           |

### Damer
| Titlar | Klubb             | År               |
| ------ | ----------------- | ---------------- |
| 3      | Umeå IK           | 2001, 2002, 2007 |
| 2      | Jitex BK          | 1981, 1984       |
| 2      | Öxabäck IF        | 1987, 1988       |
| 2      | Älvsjö AIK        | 1996, 1999       |
| 1      | Malmö FF          | 1990             |
| 1      | Djurgården/Älvsjö | 2004             |
| 1      | Linköpings FC     | 2009             |

## Trippeln
När ett lag vinner tre titlar under en och samma säsong kallas det att ha tagit en trippel (engelska: Treble). IFK Göteborg är med sin vinst i Uefacupen 1982 det första svenska klubblaget att vinna trippeln. Säsongen 2011 vann Helsingborgs IF Allsvenskan, Svenska cupen och Svenska Supercupen, och blev därmed det första och än så länge det enda laget att vinna den inhemska "trippeln" under ett och samma kalenderår. AIK vann dock trippeln (Allsvenskan, Svenska cupen och Svenska supercupen) redan säsongen 2009/2010, men då alltså över två kalenderår. 

### Fotnoter
1. ↑  ”Football League 1888/1889” (på engelska). Footballsite. http://www.footballsite.co.uk/Statistics/Seasons/1888-89/FL1888-89.htm. Läst 31 augusti 2021.
2. ↑  ”The real double is now the Champions League and Premier League, not the title and FA Cup” (på engelska). Talksport. 24 februari 2016. Arkiverad från originalet den 11 juni 2016. https://web.archive.org/web/20160611003416/http://talksport.com/football/real-double-now-champions-league-and-premier-league-not-title-and-fa-cup-160224186110. Läst 12 juni 2016.
3. ↑  TT (5 november 2011). ”Historisk trippel för Helsingborg”. Svenska Dagbladet. ISSN 1101-2412. https://www.svd.se/historisk-trippel-for-helsingborg. Läst 27 mars 2019.
4. ↑  ”HIF historiska - säkrade trippeln”. www.expressen.se. https://www.expressen.se/sport/fotboll/allsvenskan/hif-historiska---sakrade-trippeln/. Läst 8 februari 2021.